# 린디 잉글랜드

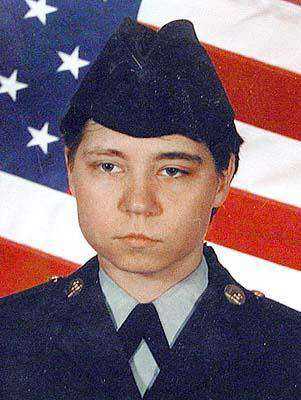
린디 잉글랜드

린디 잉글랜드(Lynndie England, 1982년 11월 8일 ~ )는 미국 육군 군인으로, 이라크 전쟁 발발에 따라 제372 헌병 중대에 배속되었다. 이라크 점령 임무 중에 발생한 바그다드의 아부그라이브 교도소에서 애인인 미군 병사 찰스 그레이너와 같이 이라크 포로들을 학대하는 사진이 공개되어 2004년 5월 7일 기소되었고 2005년 미국 육군의 군사재판에서 유죄 판결을 받고 3년형을 선고받았다. 하지만 2013년 이라크 포로들에게 행한 학대를 후회하지 않는다는 발언으로 다시금 논란에 휩쓸렸다.